# اينكبن (باركشير)
اينكبن (بالإنجليزية: Inkpen)‏ هي قرية و أبرشية مدنية تقع في المملكة المتحدة في إنجلترا. يقدر عدد سكانها بـ 855 نسمة ومساحتها 12.9 كم2 .